# Саутворт (Вашингтон)
Саутворт (англ. Southworth) — переписна місцевість (CDP) в США, в окрузі Кітсеп штату Вашингтон. Населення — 2362 особи (2020).

## Географія
Саутворт розташований за координатами 47°30′50″ пн. ш. 122°31′56″ зх. д. / 47.51389° пн. ш. 122.53222° зх. д. (47.513780, -122.532243).  За даними Бюро перепису населення США в 2010 році переписна місцевість мала площу 8,77 км², з яких 8,74 км² — суходіл та 0,02 км² — водойми.

## Демографія
Згідно з переписом 2010 року, у переписній місцевості мешкало 2185 осіб у 869 домогосподарствах у складі 627 родин. Густота населення становила 249 осіб/км².  Було 970 помешкань (111/км²).
Расовий склад населення:
| - 91,5 % — білих - 2,1 % — азіатів - 0,6 % — корінних американців - 0,5 % — чорних або афроамериканців - 0,3 % — вихідців з тихоокеанських островів - 1,1 % — осіб інших рас |

До двох чи більше рас належало 3,9 %. Частка іспаномовних становила 3,8 % від усіх жителів.
За віковим діапазоном населення розподілялося таким чином: 19,1 % — особи молодші 18 років, 65,9 % — особи у віці 18—64 років, 15,0 % — особи у віці 65 років та старші. Медіана віку мешканця становила 45,9 року. На 100 осіб жіночої статі у переписній місцевості припадало 100,8 чоловіків;  на 100 жінок у віці від 18 років та старших — 101,5 чоловіків також старших 18 років.
Середній дохід на одне домашнє господарство  становив 84 309 доларів США (медіана — 73 661), а середній дохід на одну сім'ю — 93 957 доларів (медіана — 90 074). Медіана доходів становила 60 682 долари для чоловіків та 61 528 доларів для жінок. За межею бідності перебувало 4,0 % осіб, у тому числі 0,4 % дітей у віці до 18 років та 0,2 % осіб у віці 65 років та старших.
Цивільне працевлаштоване населення становило 1163 особи. Основні галузі зайнятості: публічна адміністрація — 19,3 %, освіта, охорона здоров'я та соціальна допомога — 15,3 %, будівництво — 12,0 %, науковці, спеціалісти, менеджери — 10,1 %.